# Andreaea vaginalis
Andreaea vaginalis är en bladmossart som beskrevs av Herzog in Donat 1936. Andreaea vaginalis ingår i släktet sotmossor, och familjen Andreaeaceae. Inga underarter finns listade i Catalogue of Life.